# Palacrociere

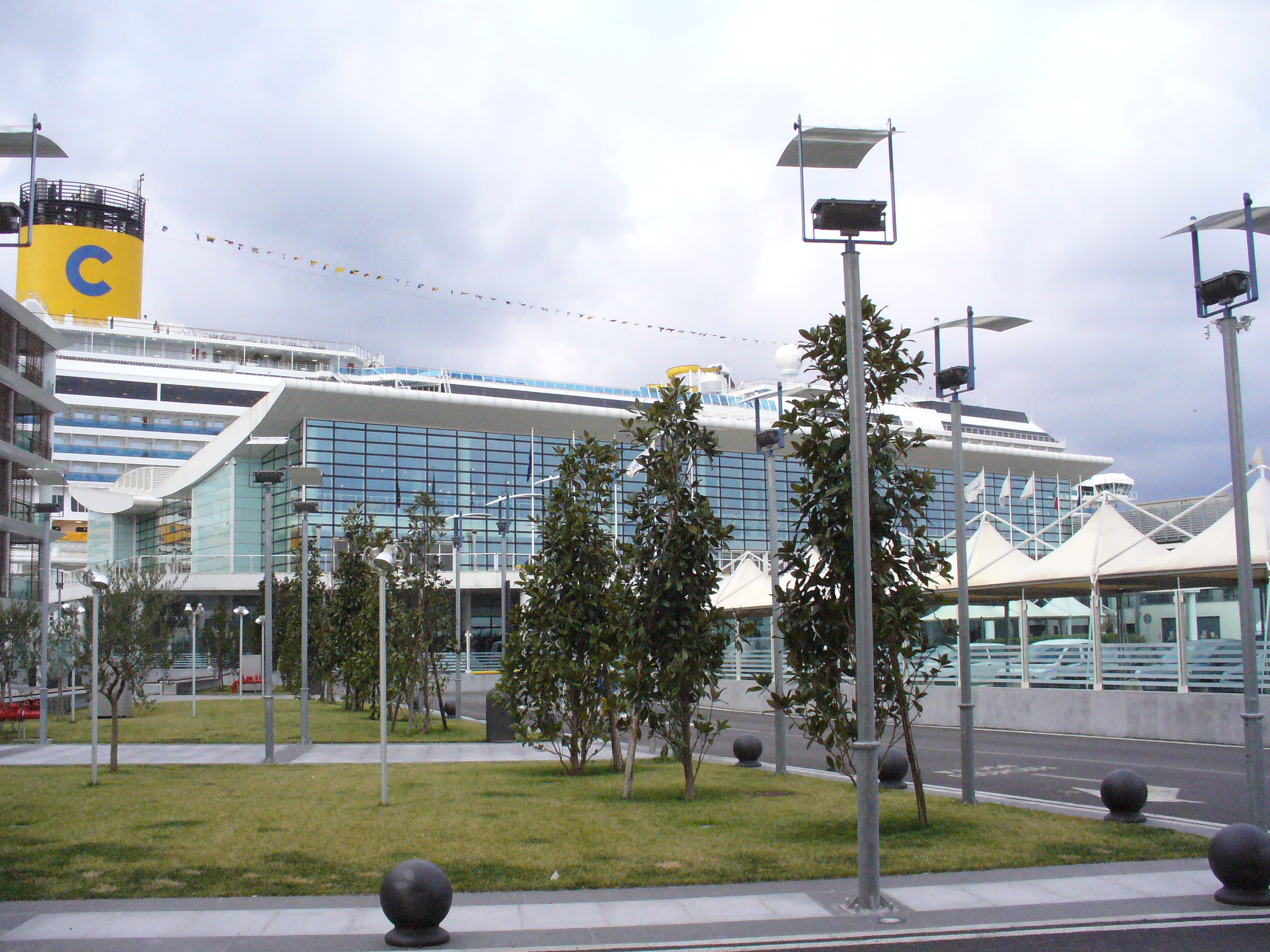
Le palacrociere à Savone.

Le Palacrociere est un terminal de croisière de la ville portuaire italienne de Savone, en Ligurie, construit et exploité par Costa Croisières.

## Historique
Les travaux de construction du Palacrociere, qui ont commencé en juillet 2002, ont duré environ un an et demi et la structure a été inaugurée le 24 novembre 2003. L'ouvrage a été construit sur une conception de l'architecte catalan Ricardo Bofill pour répondre aux besoins du nombre croissant des passagers embarquant sur les navires de Costa Croisières à Savone. La construction du Palacrociere a été assurée, conformément au projet de financement, pour 7 millions d'euros par l'État italien et 3 millions par Costa Croisières, qui a ainsi utilisé la structure pendant 22 ans, convention renouvelée récemment pour 33 ans supplémentaires.

## Aménagements

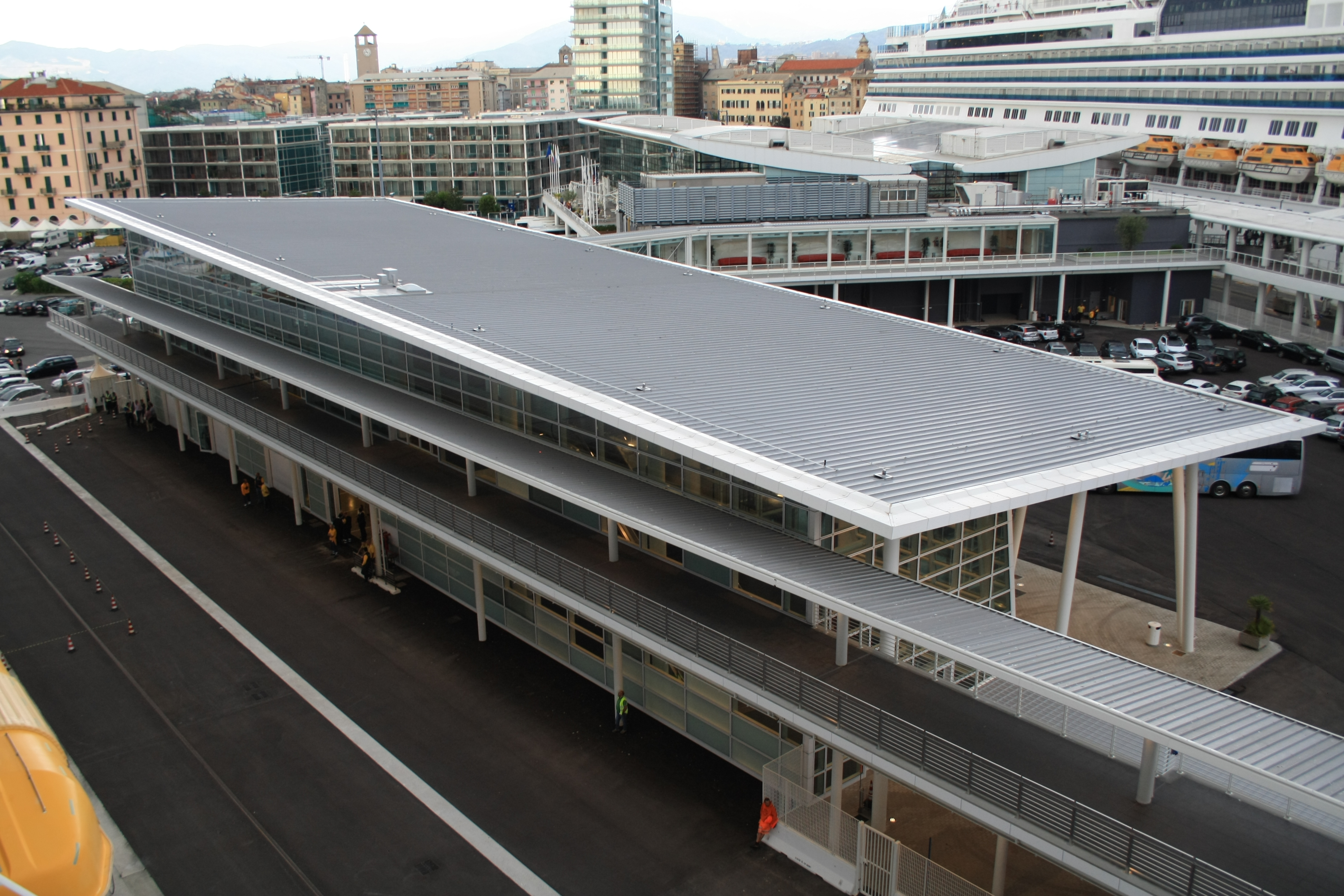
Vue d'ensemble

Le bâtiment est situé au cœur du port de Savone et à proximité immédiate du centre historique de la ville ; il est réparti sur trois étages pour un total de 8.400 m² plus une terrasse extérieure de 1.200 m², rendu très lumineux par les fenêtres qui occupent la majeure partie des murs. À l'intérieur, on peut voir des œuvres d'art telles qu'une sculpture réalisée pour la fontaine centrale, deux magnifiques mosaïques et des produits céramiques typiques d'Albisola. L'établissement est équipé de divers services : douane, salon VIP, bar avec terrasse panoramique, salle de conférences, club pour enfants, points Internet, kiosque à journaux, point d'information touristique de la ville, service clients, zones de contrôle de numérisation des bagages, etc.

## Fréquentation
En 2014, le Palacrociere a vu passer plus d'un million de croisiéristes, Savone devenant le quatrième port italien pour le nombre de passagers, derrière Civitavecchia, Venise et Naples, mais devant Gênes.

## Nouveaux travaux
Le 14 novembre 2019, le terminal central N°1 a été rénové, deux nouvelles passerelles d'embarquement ont été ajoutées et le plan d'eau devant la Calata delle Vele a été dragué pour permettre l'accostage de navires de dernière génération, dont le tout nouveau Costa Smeralda. L'investissement total pour le renouvellement du quai et du Terminal central N°1 a été d'environ 22 millions d'euros. Les travaux de dragage ont été réalisés par l'Autorité du Système Portuaire de la Mer Ligurienne Occidentale, tandis que ceux relatifs au terminal ont été réalisés par Costa Croisières.